# Mil Mi-8

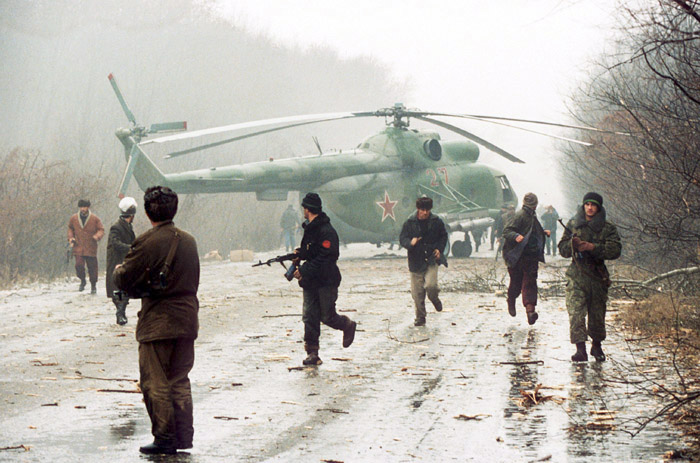
En rysk Mi-8 nedskjuten i Tjetjenien 1994.

Mil Mi-8, förkortat Mi-8 (NATO-rapporteringsnamn: Hip) är en stor transporthelikopter med dubbla turbinmotorer ursprungligen producerad år 1961 av Kazans Helikopterfabrik i den ryska delrepubliken Tatarstan. Utvecklare är den ryska designbyrån Mil. Vissa varianter av Mil Mi-8 kan även fungera som attackhelikoptrar.

## Historia
Den första enmotoriga prototypen (AI-24W), W-8, flög den 9 juli 1961. Den andra prototypen med två AI-24W-motorer gjorde sin första flygning den 17 september 1962. Efter några förändringar anammades helikoptern in i det sovjetiska flygvapnet år 1967 med namnet Mi-8. Det finns ett stort antal versioner, inklusive Mi-8T som förutom att ta 24 soldater även kan vara beväpnad med pansarvärnsrobotar. Marinvarianten Mil Mi-14 och attackhelikoptern Mil Mi-24 är båda utvecklade ur Mi-8:an. 

Den senaste versionen, Mi-8MT/Mi-17, är tyngre beväpnad och introducerades år 1981. Mi-17 används av omkring 20 länder.

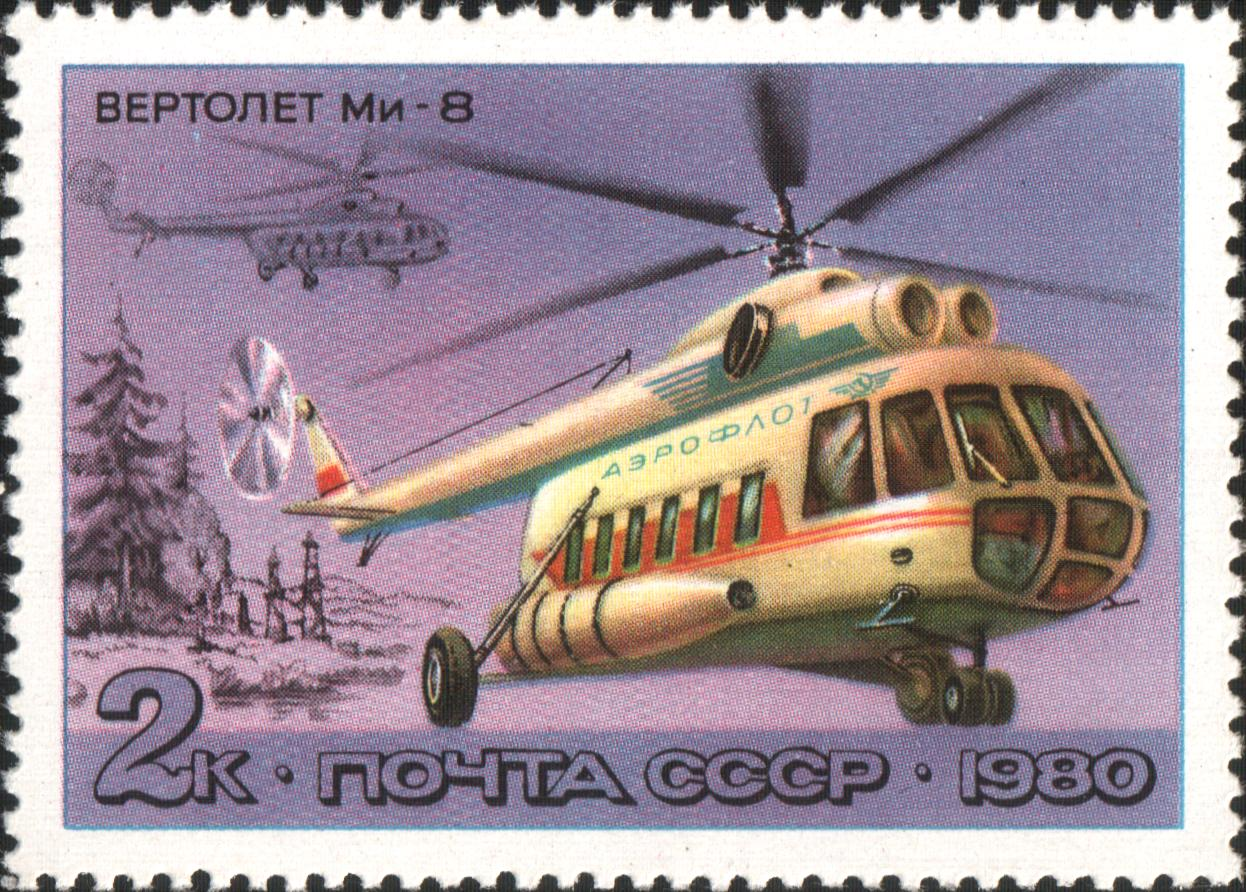
Ett sovjetiskt frimärke från 1980 med Mil Mi-8 som motiv.

## Operatörer
Mil Mi-8 är en av världens mest massproducerade helikoptrar och har använts eller används i över 50 länder, inklusive Indien, Kina, Iran och Finland.
Följande länder använder eller har använt varianter av Mi-8: Afghanistan, Albanien, Algeriet, Angola, Anguilla, Azerbajdzjan, Bangladesh, Bhutan, Bosnien-Hercegovina, Bulgarien, Burkina Faso, Djibouti, Egypten, Estland, Etiopien, Finland, Georgien, Guinea-Bissau, Indien, Iran, Irak, Jemen, Jugoslavien, Kazakstan, Kambodja, Kina, Kirgizistan, Kroatien, Kuba, Laos, Lettland, Libyen, Litauen, Madagaskar, Malaysia, Maldiverna, Mali, Moldavien, Mongoliet, Moçambique, Nicaragua, Nordkorea, Pakistan, Peru, Polen, Rumänien, Ryssland, Slovakien, Somalia, Sudan, Syrien, Tadzjikistan, Tjeckien, Turkmenistan, Uganda, Ukraina, Ungern, Uzbekistan, Vietnam, Vitryssland, Zambia, Östtyskland

### Användning i Finland
Den finska försvarsmakten och gränsbevakningen har använt Mi-8 transporthelikoptrar sedan 1970-talet. Först införskaffades sex st Mil Mi-8T-helikoptrar, och senare ytterligare två Mil Mi-8T och två Mil Mi-8P. Tre av helikoptrarna tilldelades gränsbevakningen. En av dessa, Mil Mi-8T (HS-12), sjönk genom isen efter en nödlandning den 13 april 1982, men ersattes snabbt av en annan Mi-8-helikopter. De tre gränsbevakningshelikoptrarna överfördes en tid senare först till civilregistret, sedan till flygvapnet. År 1997 överfördes 5 Mi-8T och 2 Mi-2P-helikoptrar till armén där de senare var baserade vid Utti.
Den finländska armén använde[när?] 4 st Mi-8 längre än planerat eftersom de NH90-helikoptrar som skulle ersätta dem var två år försenade på grund av fördröjt typgodkännande. Man försökte hålla Mi-8 i luften till 2007. 2008 levererades den första finska NH90, fyra år försenad. Den sista av dem levererades 2015, sju år försenad.

## Varianter
- V-8 Hip-A: den ursprungliga enmotoriga prototypen.
- Mi-8 Hip-B: tvåmotorig prototyp.
- Mi-8AMT
- Mi-8AMTSh Terminator - attackversion med bepansrad kabin, fjärrstyrt bakre kulsprutetorn, sex vapenfästen som kan bära pansarvärnsrobotar och raketer.
- Mi-8AT: civil transport version, med kraftigare motorer.
- Mi-8ATS: version för jordbruksflyg.
- Mi-8K: version för artillerieldledning.
- Mi-8MA: version för användning i arktiska områden.
- Mi-8MB: militär ambulansversion.
- Mi-8MPS: räddningshelikopter.
- Mi-8MT Hip-H: Mi-8T med kraftigare motorer, annorlunda rotorväxel, rotorsystem och uppgraderad flygkropp. Se även Mil Mi-17.
- Mi-8MTV: höghöjdsversion med tryckkabin.
- Mi-8P Hip-C: civil passagerarversion.
- Mi-8PD: luftburen ledningspost för den polska armén.
- Mi-8PPA Hip-K: elektronisk störningsversion. Enbart för export.
- Mi-8PS Hip-D: radiorelä- och eldledningsversion.
- Mi-8R: spaningsversion.
- Mi-8S Salon: civil VIP-transportversion.
- Mi-8SMV Hip-J: kommunikationsstörningsversion för skydd av markattackflygplan mot fientligt luftförsvar.
- Mi-8T Hip-C: allmän civil och militär transportversion.
- Mi-8TB Hip-E: beväpnad attackversion.
- Mi-8TBK Hip-F: exportversion av Mi-8TB.
- Mi-8TG Hip-C: ombyggd för att gå på LPG-gas, ena motorn drevs av LPG, endast experimentell.
- Mi-8TL: variant som används vid undersökningar av flygolyckor.
- Mi-8TM: uppgraderad passagerarversion.
- Mi-8TPS  luftburen kommunikations- och eldledning.
- Mi-8TV: den första beväpnade anfalls/transportversionen (ryska: ТВ - Транспортный, Вооруженный), med yttre fästen för bomber, akan eller ostyrda raketer.
- Mi-8 VIP: VIP-transportversion.
- Mi-8VKP (Mi-8VzPU): Mi-8T ombyggd i fält till en luftburen befälspost. Nato-rapporteringsnamn Hip-G.
- Mi-9 (Mi-8IV): luftburen eldledning med extra antenner och en dopplerradar. Nato-rapporteringsnamn Hip-G.
- Mi-19: luftburen eldledning för stridsvagns- och pansarskytteinfanteri. Baserad på Mi-8MT.
- Mi-19R: luftburen eldledning som är baserad på Mi-19 för raketartilleribefälhavare.

## Bilder

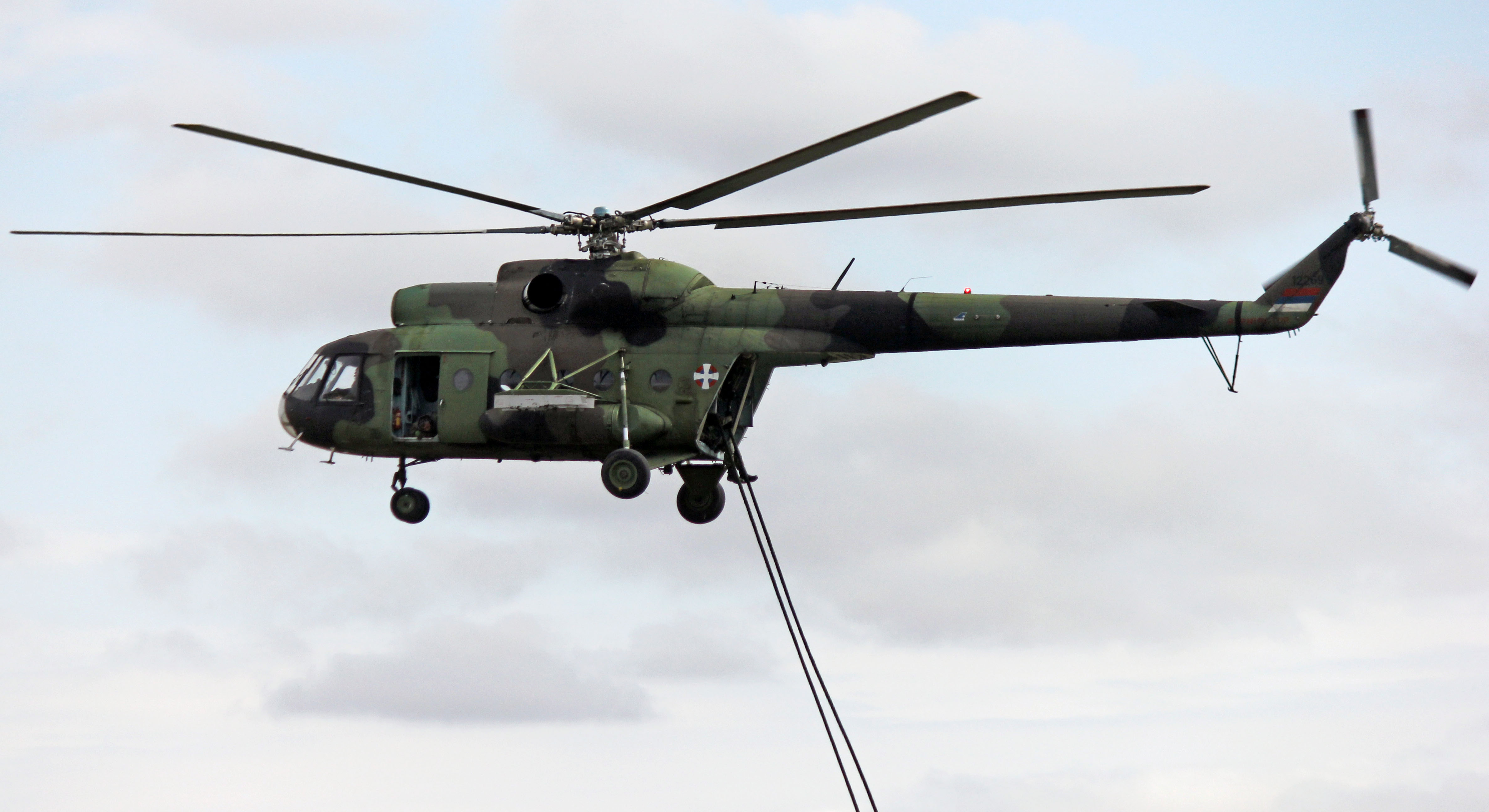
Serbisk Mi-8T.
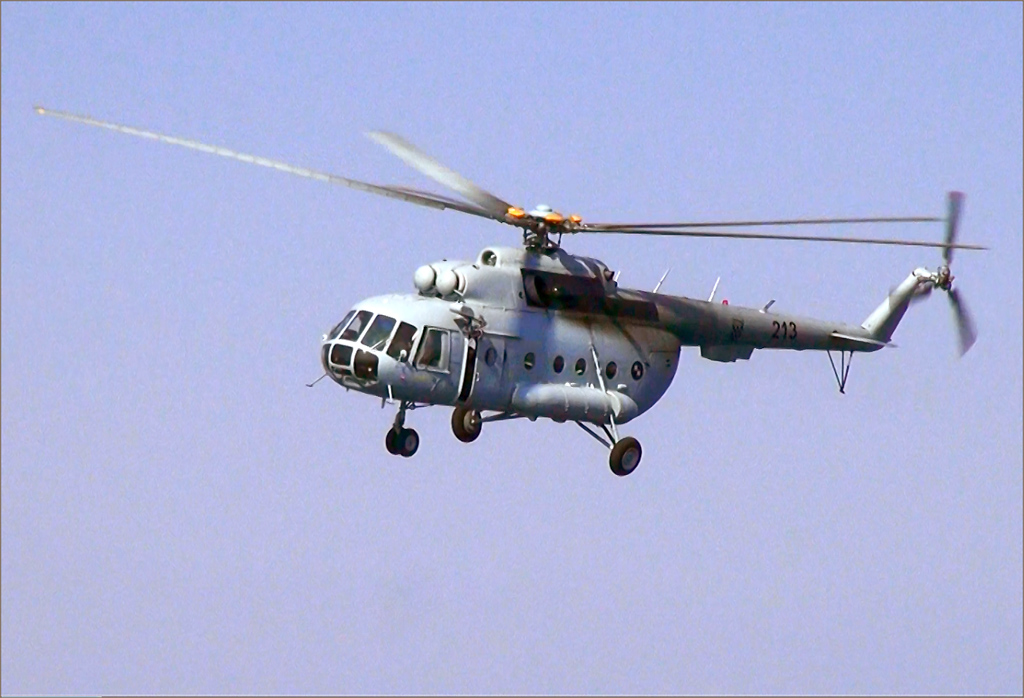
Kroatisk Mi-8MTV.
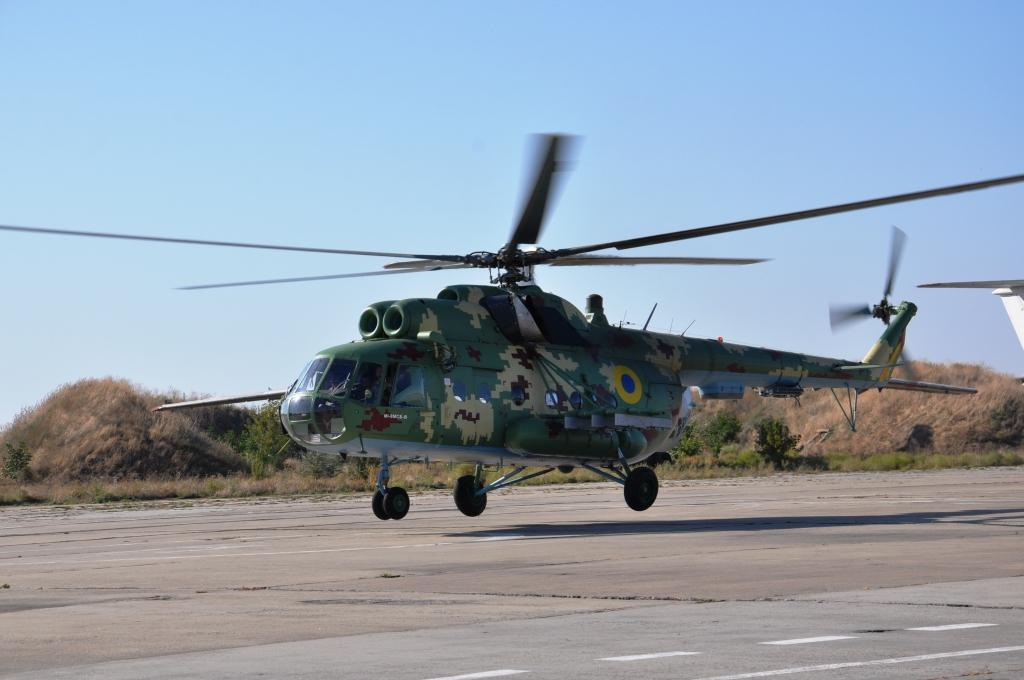
Ukrainsk Mi-8MSB.
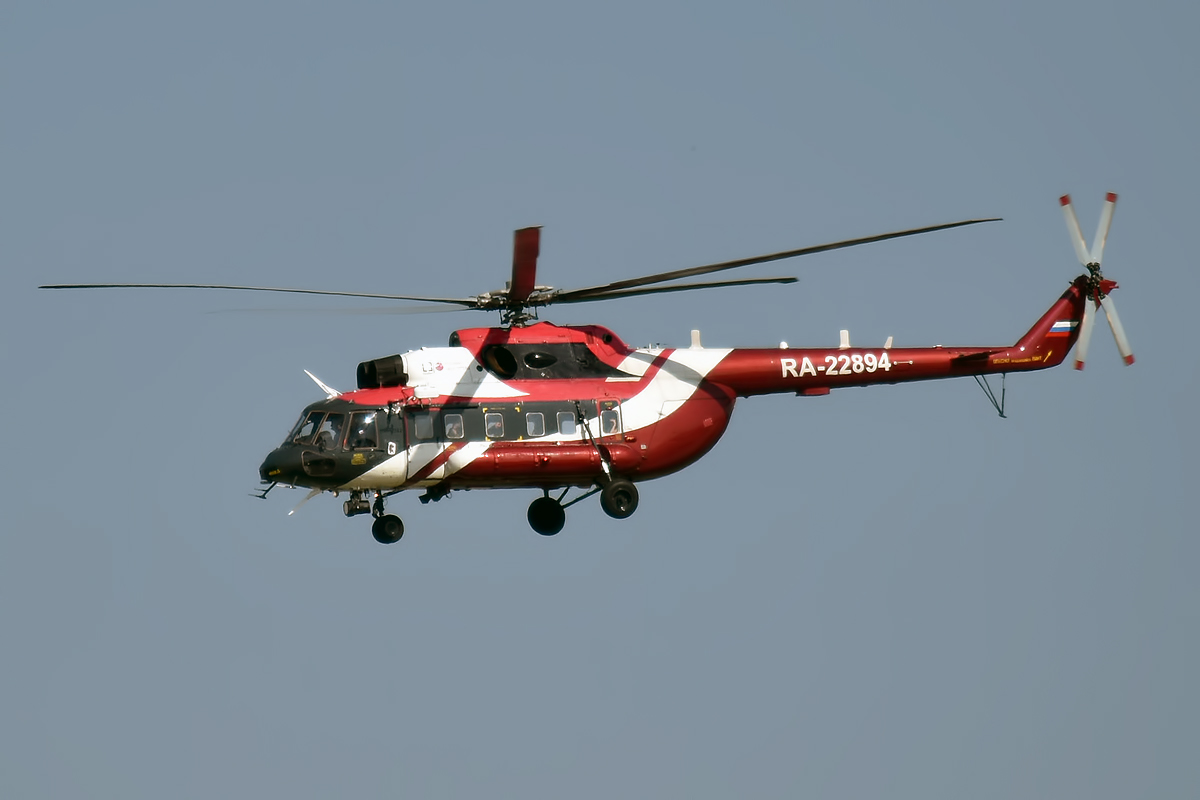
Mi-8AMT.
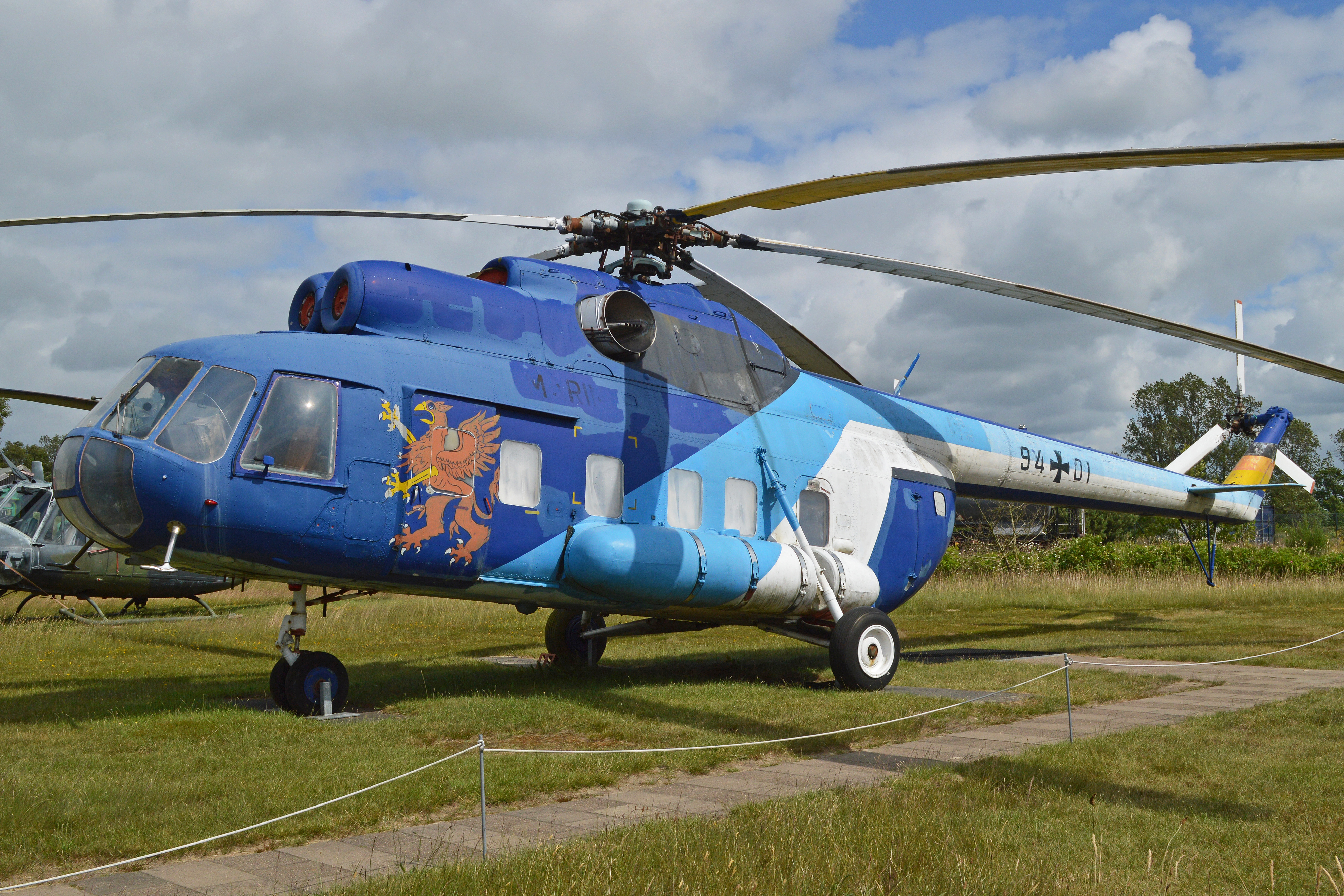
Mi-8S.
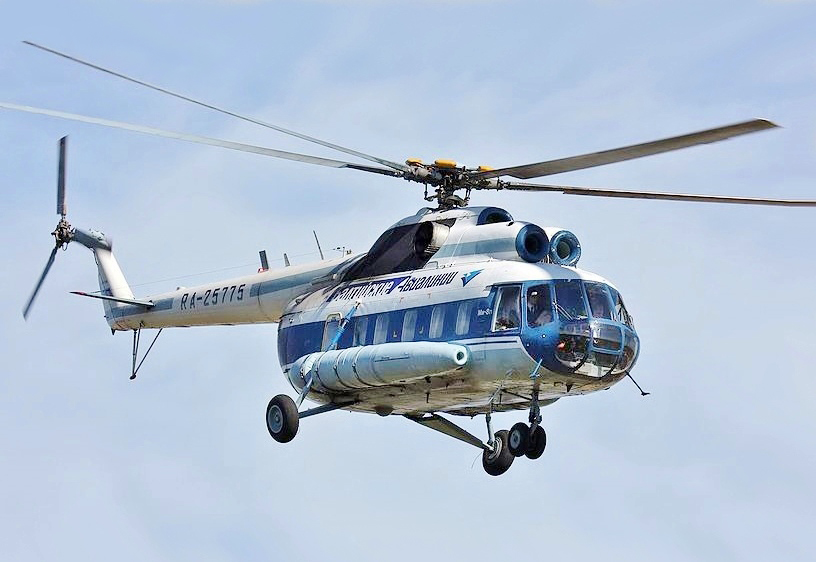
Mi-8P.
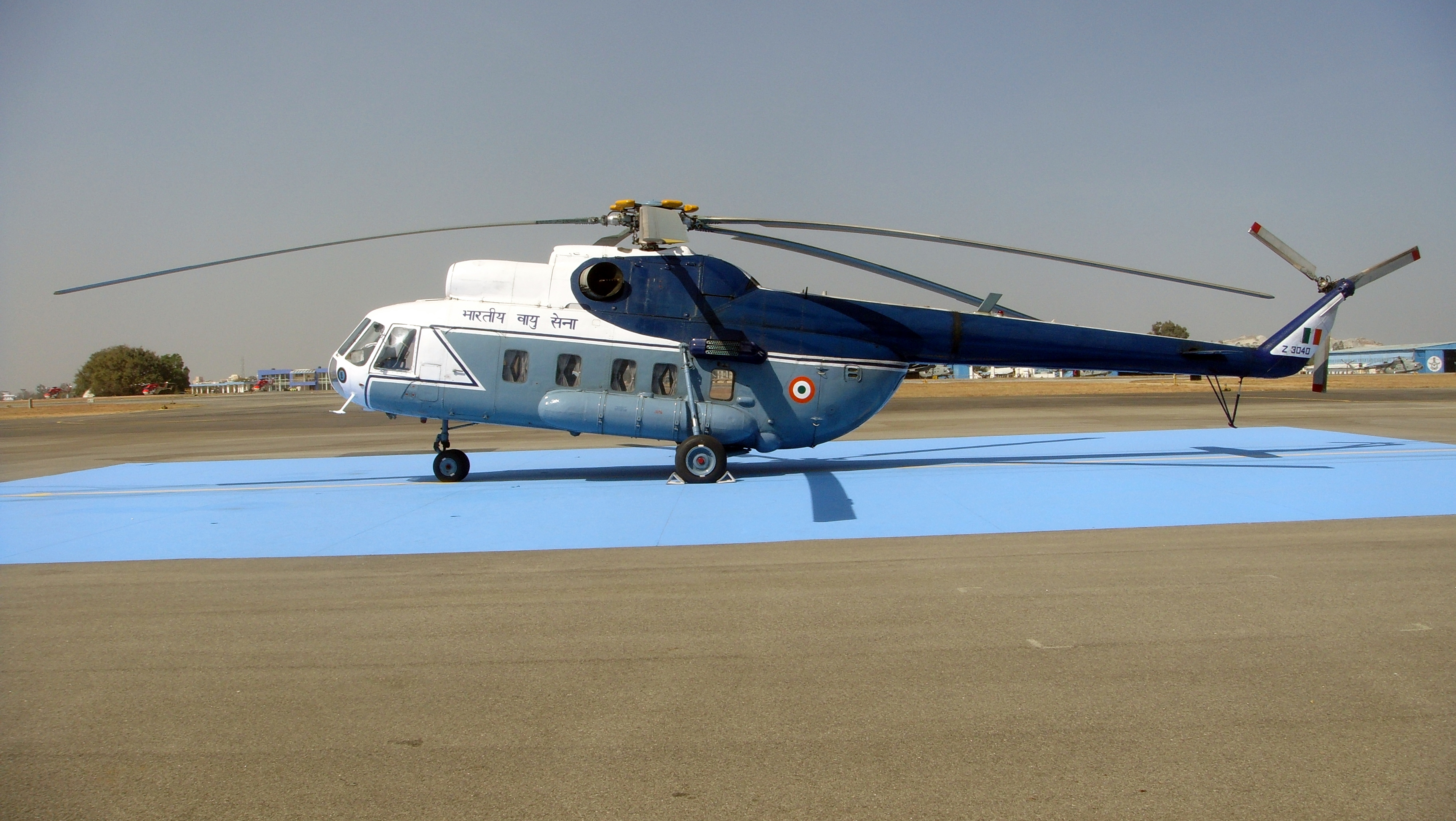
Mi-8 VIP.